# Бенџамин Френклин
Бенџамин Френклин (енгл. Benjamin Franklin; Бостон, 17. јануар 1706 — Филаделфија, 17. април 1790) био је амерички полимат: писац, научник, проналазач, државник, дипломата, штампар, издавач и политички филозоф. Међу најутицајнијим интелектуалцима свог времена, Френклин је био један од оснивача Сједињених Држава; састављач и потписник Декларације о независности; и први генерални управник поште.
Рођен у провинцији Масачусетс Беј, Френклин је постао успешан уредник новина и штампар у Филаделфији, водећем граду у колонијама, објављујући „The Pennsylvania Gazette“ са 23 године. Обогатио се објављивањем и „Poor Richard's Almanack“, који је писао под псеудонимом „Ричард Сондерс“. После 1767. године, био је повезан са „Pennsylvania Chronicle“, новинама познатим по својим револуционарним осећањима и критикама политике британског парламента и Круне. Био је пионир и први председник Академије и колеџа у Филаделфији, који су отворени 1751. године, а касније постали Универзитет у Пенсилванији. Организовао је и био први секретар Америчког филозофског друштва и изабран је за његовог председника 1769. године. Именован је за заменика генералног управника поште за британске колоније 1753. године, што му је омогућило да успостави прву националну комуникациону мрежу.
Френклин је био активан у пословима заједнице и колонијалној и државној политици, као и у националним и међународним пословима. Постао је херој у Америци када је, као агент у Лондону за неколико колонија, предводио укидање непопуларног Закона о маркицама од стране британског парламента. Као искусан дипломата, био је широко цењен као први амбасадор САД у Француској и био је важна фигура у развоју позитивних француско-америчких односа. Његови напори су се показали кључним у обезбеђивању француске помоћи за Америчку револуцију. Од 1785. до 1788. године, био је председник Пенсилваније. У неким тренуцима свог живота, поседовао је робове и објављивао огласе „на продају“ за робове у својим новинама, али до краја 1750-их, почео је да се бори против ропства, постао је активни аболициониста и промовисао образовање и интеграцију Афроамериканаца у америчко друштво.
Као научник, Френклин је проучавао електрицитет и учинио га важном фигуром у америчком просветитељству и историји физике. Такође је мапирао и именовао Голфску струју. Његови бројни важни изуми укључују громобран, бифокална сочива, стаклену хармонику и Френклинову пећ. Основао је многе грађанске организације, укључујући Библиотечку компанију, прву ватрогасну службу у Филаделфији, и Универзитет у Пенсилванији. Френклин је зарадио титулу „Првог Американца“ због своје ране и неуморне борбе за колонијално јединство. Био је једина особа која је потписала Декларацију о независности, Париски мировни уговор са Британијом и Устав. Као темељ дефинисања америчког етоса, Френклин је назван „најуспешнијим Американцем свог доба и најутицајнијим у измишљању типа друштва какво ће Америка постати“.
Френклин, његов живот и наслеђе научних и политичких достигнућа, као и његов статус једног од најутицајнијих оснивача Америке, донели су му почаст више од два века након смрти, на новчаници од 100 долара, у називима ратних бродова, многих градова и округа, образовних институција и корпорација, као и у бројним културним референцама и портрету у Овалном кабинету. Његових више од 30.000 писама и докумената сакупљено је у збирци „Папири Бенџамина Френклина“. Ан Роберт Жак Турго је рекла о њему: „Eripuit fulmen cœlo, mox sceptra tyrannis“ („Отео је муњу са неба и жезло од тиранина“).